# Макдермотт, Марк
Марк Энтони Макдермотт (англ. Mark Anthony McDermott, родился 10 июня 1971 года в Дублине) — ирландский регбист и регбийный тренер, исполнявший обязанности главного тренера сборной России по регби с 19 февраля по 2 августа 2018 года.

## Биография
Марк Макдермотт учился в одной школе с будущей звездой ирландского регби Шейном Бёрном. Как игрок выступал на позиции хукера за ирландские команды «Ленстер» и «Манстер», с которыми провёл соответственно 4 и 12 игр в Кубке Хейнекен. Всего в активе Макдермотта 19 игр за «Манстер». Кроме того, на внутриирландском уровне выступал за клубы «Лэнсдаун» и «Шаннон». В 1999 году он вызывался в сборную Ирландии; в 1997—1998 годах выступал за вторую сборную Ирландии, выйдя на поле в 5 матчах.
После карьеры игрока он работал помощником молодёжной сборной Ирландии по регби, с мая 2004 года был её главным тренером и с ней дошёл до финала чемпионата мира в том году. Также он занимал пост менеджера по развитию элитных игроков Ирландского регбийного союза.
С августа 2016 по февраль 2018 года Макдермотт был помощником главного тренера сборной России по регби, занимая пост тренера нападающих. 19 февраля 2018 года после отставки Александра Первухина Макдермотт был назначен исполняющим обязанности главного тренера. При нём сборная России, несмотря на занятое итоговое 4-е место на чемпионате Европы и 3-е место в квалификационной группе, добилась прямого выхода на чемпионат мира по регби в Японии, поскольку 15 мая 2018 года Международный совет регби лишил прямой путёвки сборную Румынии. 2 августа 2018 года Макдермотт уступил пост тренера валлийцу Лину Джонсу, сохранив пост тренера нападающих в сборной.
У Макдермотта есть сын и дочь. Его сестра Роузи замужем за известным регбистом 1970-х Терри Кеннеди-старшим.